# Нікольське Друге (Добринський район)
Нікольське Друге (рос. Никольское 2-е) — присілок у Добринському районі Липецької області Російської Федерації.
Населення становить 49 осіб. Належить до муніципального утворення Середнєматрьонська сільрада.

## Історія
З 13 червня 1934 до 1954 року у складі Воронезької області. Відтак входить до складу Липецької області.
Згідно із законом від 23 вересня 2004 року № 126-ОЗ органом місцевого самоврядування є Середнєматрьонська сільрада.

## Населення
| 1862 | 1926 | 1932 | 2010 |
| ---- | ---- | ---- | ---- |
| 71   | 215  | 236  | 49   |